# Balogh Endre (író, 1971)
Balogh Endre (Paks, 1971. március 12. –) magyar író, szerkesztő.
PRAE.HU Informatikai és Kommunikációs Kft. ügyvezetője, a Prae Kiadó vezetője, a prae.hu művészeti portál főszerkesztője, a Kis Présház irodalmi kávéház és szórakozóhely egyik tulajdonosa. 

## Életpályája
1996–2005 között a Palimpszeszt című tudományos elektronikus folyóirat szerkesztője volt. 1998-ban végzett az Eötvös Loránd Tudományegyetem Bölcsészettudományi Kar magyar–német szakán. 1997–1999 között a THELEME című negyedéves irodalmi periodikának szerkesztője volt. 1999-ben alapító-főszerkesztője lett a Prae irodalmi folyóiratnak (2015-ben a főszerkesztői feladatokat L. Varga Péternek adta át). 2000–2002 között a Millenniumi Országjáró szerkesztőbizottságának tagja volt. 2006-ban a prae.hu művészeti portál főszerkesztője lett. 2009–2011 között a József Attila Kör Irodalmi Egyesület elnöke volt. 2022-től verseket publikál.
Írásai megjelentek az Alföld, az Élet és irodalom, az Entropláza, az F21, a budapesti és az erdélyi Helikon, az Irodalmi Szemle, a KULTer.hu, a Látó, a Műút, a Palimpszeszt, a Prae, a Szép Literatúrai Ajándék, a SzifOnline, a THELEME és a Törökfürdő című folyóiratban. 

## Könyve
- A parazita (Fiatal Írók Szövetsége, 2008)

## Díjai
- Osvát Ernő-díj (2025)[2]